# Wohnhaus Auf den Wührden 10
Das Wohnhaus Auf den Wührden 10 in Syke beim Bahnhof Syke stammt von um 1875.
Das Gebäude steht unter Denkmalschutz.

## Geschichte
1874 erwarb der Bremer Tabak- und Zigarrenfabrikant Heinrich Ernst Ellinghausen das Hausgrundstück beim neuen Syker Bahnhof und der Eisenbahnverbindung nach Bremen.

Das zweigeschossige historisierende  verputzte Gebäude von um 1875 mit Walmdach, dem Gesims als Konsolenfries und der reichen Stuckfassade zur Westseite ist geschichtlich bedeutsam hinsichtlich seines gut erhaltenen neoklassizistischen Baustils. Um 1986 wurde das Haus saniert.